# رامی یعقوب
رامی یعقوب (انگلیسی: Rami Yacoub؛ زادهٔ ۱۷ ژانویهٔ ۱۹۷۵) تهیه‌کننده موسیقی و ترانه‌نویس اهل سوئد است. وی از سال ۱۹۸۸ میلادی تاکنون مشغول فعالیت بوده است. وی تاکنون با هنرمندانی مانند مکس مارتین، لیدی گاگا، آریانا گرانده، سلنا گومز، بریتنی اسپیرز، نیکی میناژ، مدونا، بون جووی، بکستریت بویز، دمی لواتو، وان دایرکشن، وست‌لایف، د ستردیز، پینک، سلین دیون، انریکه ایگلسیاس، تییستو، آویچی، انسینک و ویزر همکاری داشته است.